# Bahnhof Valea lui Mihai

Der Bahnhof Valea lui Mihai ist ein Bahnhof in Rumänien. Er liegt an den Bahnstrecken Oradea–Valea lui Mihai und Debrecen–Sighetu Marmației, bei welcher er auch als Grenzbahnhof zu Ungarn dient.

## Lage

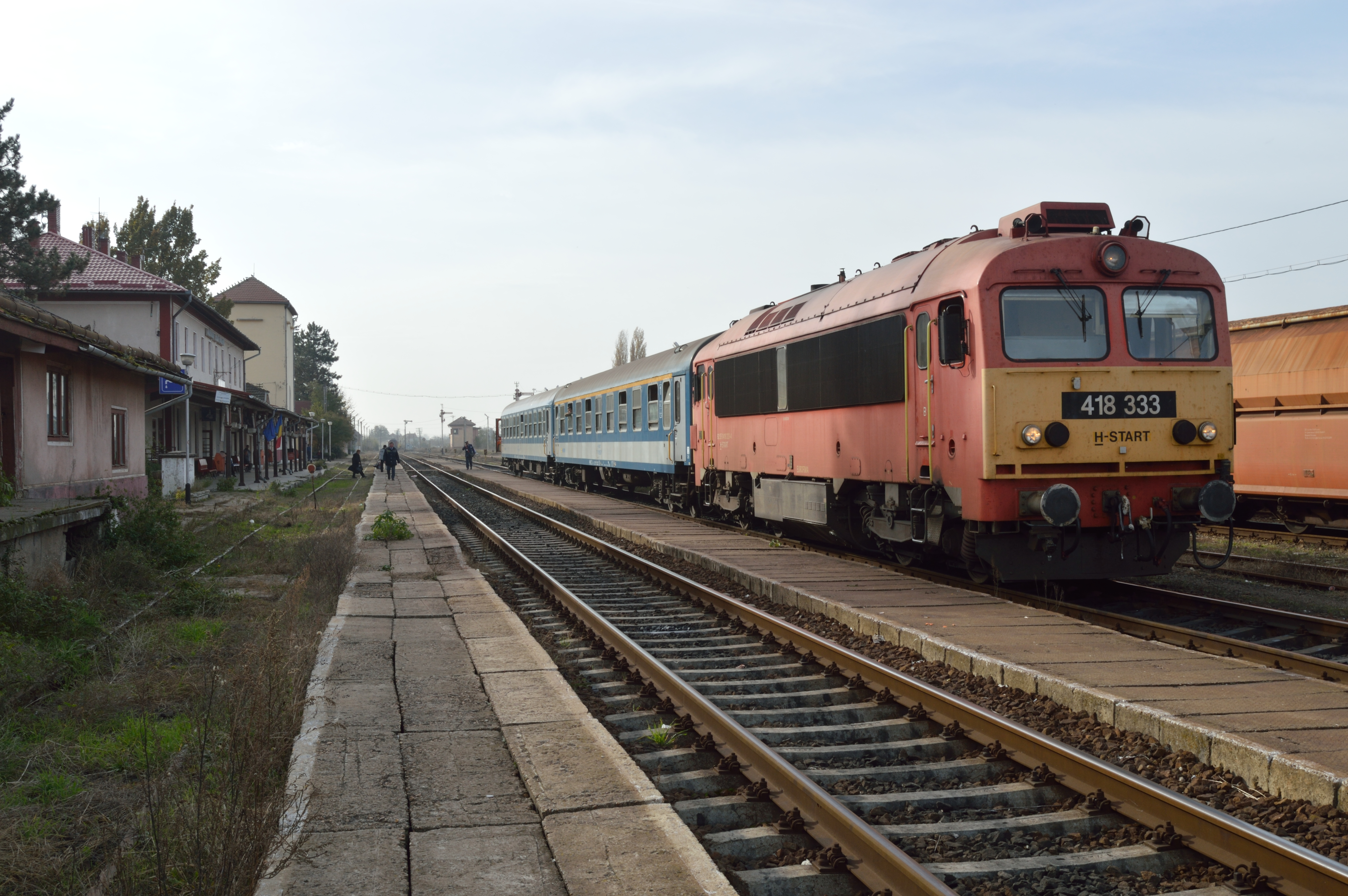
Personenzug der MÁV von Debrecen (2014)

Der Bahnhof erstreckt sich in West-Ost-Richtung nördlich des Ortskerns der Kleinstadt Valea lui Mihai im Kreis Bihor. Die Strecke aus Oradea mündet von Südwesten her in den Bahnhof ein, die Strecke aus Debrecen von Westen und führt in nordöstlicher Richtung nach Sighetu Marmației. Die ungarische Grenze befindet sich 7,8 Streckenkilometer in Richtung Debrecen von Valea lui Mihai entfernt.

## Anlagen
Der Bahnhof verfügt über zwei mechanische Wärterstellwerke an den beiden Bahnhofsköpfen, eine Befehlsstelle im Empfangsgebäude sowie einen Schrankenposten am westlichen Bahnhofsende. Sämtliche Hauptsignale sind Formsignale. Von der ehemaligen Drehscheibe im westlichen Teil des Bahnhofes ist lediglich die Grube noch vorhanden.